# 金天海
金天海（1899年5月10日—？），北韓政治人物，無黨派人士，官至在日本朝鮮人聯盟最高顧問、朝鮮勞動黨中央委員會中央社會部部長、最高人民會議代議員及祖國統一民主主義戰線中央委員會議長。他於1970年後忽然消失於政壇，有消息指他遭到肅清。

## 生平
金天海原名金鶴儀(김학의)，出生在慶尚南道蔚山市一個從事商貿的家庭。中學畢業報，他曾在夜校當教師。1922年，他來到日本，並在日本大學修讀社會學。同年，他組成東京朝鮮勞動工同盟，並成為執行委員。翌年，日本發生信濃川事件，這令金天海放棄學業，改為從事社會運動。1926年，他當選旅日朝鮮勞動總冊盟的中央執行委員會委員。次年，他成為朝鮮共產黨日本分部的中央委員。1928年，他因參與多個工會活動而被反對社會主義和共產主義的日本政府逮捕，並被判入獄6年。出獄後，他加入日本共產黨，但在不久後，他又被再收監。

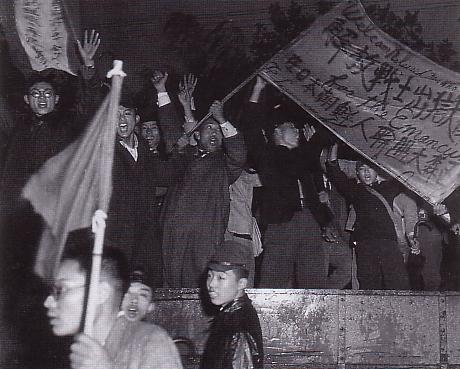
金天海在1945年獲釋後獲2000名在日朝鮮人夾道迎接。

1945年，日本投降，二戰結束，金天海獲釋。在他出獄當天，共有2000人夾道迎接。之後，他又繼續留在日本，並成為日本共產黨的中央委員會會長及在日朝鮮人聯盟的最高顧問。1949年，他投奔到北韓。1951年韓戰期間，他獲委他為黨中央委員會中央社會部部長。1953年獲勞動勳章。1956年，他成為祖國統一民主主義戰線中央委員會委員。翌年，他當選為第二屆最高人民會議的代議員，還晉升為祖國統一民主主義戰線常務委員。1958年，他第二次取得勞動勳章。
1961年，金天海連任祖國統一民主主義戰線常務委員。在之後的一年，他再度成為最高人民會議代議員。1970年初，他被任命為祖國統一民主主義戰線中央委員會議長。但其後，他在中央委員會的職銜忽然被徹消，及後更在政壇中消失。有消息指，金天海是被清洗﹔而據國際特赦組織的情報，金天海是被投進收容政治犯的勝湖里集中營。

## 資料來源
1. 1 2   (PDF).   [2014-01-13]. （原始内容存档 (PDF)于2016-03-04）.
2. 1 2 3 4 5 6  .   [2014-01-13]. （原始内容存档于2014-01-13）.
3. 1 2 3 4 5 6  김천해 (金天海)[永久]
4. ↑  .   [2014-01-13]. （原始内容存档于2020-01-05）.